# Résigny
Résigny település Franciaországban, Aisne megyében. Lakosainak száma 161 fő (2022. január 1.). Résigny Les Autels, Brunehamel, Grandrieux, Parfondeval, Blanchefosse-et-Bay, Le Fréty és Rocquigny községekkel határos.

## Népesség
A település népessége az elmúlt években az alábbi módon változott:
| Lakosok száma | 320  | 271  | 238  | 169  | 175  | 186  | 186  | 173  | 166  | 161  |
|               | 1968 | 1982 | 1990 | 2006 | 2011 | 2016 | 2017 | 2019 | 2020 | 2022 |